# Muzzana del Turgnano
Muzzana del Turgnano est une commune italienne de la province d'Udine dans la région Frioul-Vénétie Julienne en Italie.

## Administration
| Période                                  | Période | Identité | Étiquette | Qualité |
| ---------------------------------------- | ------- | -------- | --------- | ------- |
|                                          |         |          |           |         |
| Les données manquantes sont à compléter. |         |          |           |         |

### Hameaux
Casali Franceschinis

### Communes limitrophes
Carlino, Castions di Strada, Marano Lagunare, Palazzolo dello Stella, Pocenia